# Wiener melange
En Wiener melange er en varm kaffespecialitet, som oprindelig minder om en cappuccino, altså kaffe med mælkeskum, blot med en mildere kaffe. Bestiller man en wiener melange på en café, får man ofte en espresso con panna (espresso med flødeskum), selv i Wien.[kilde mangler]
I kaffeautomater består wiener melange typisk af omtrent lige dele kaffe, mælk og chokolade.
| Mad og drikke | Spire Denne artikel om mad og drikke er en spire som bør udbygges. Du er velkommen til at hjælpe Wikipedia ved at udvide den. |